# Dorometra nana
Dorometra nana is een haarster uit de familie Antedonidae.
De wetenschappelijke naam van de soort werd in 1890 gepubliceerd door Clemens Hartlaub.